# Peepshow

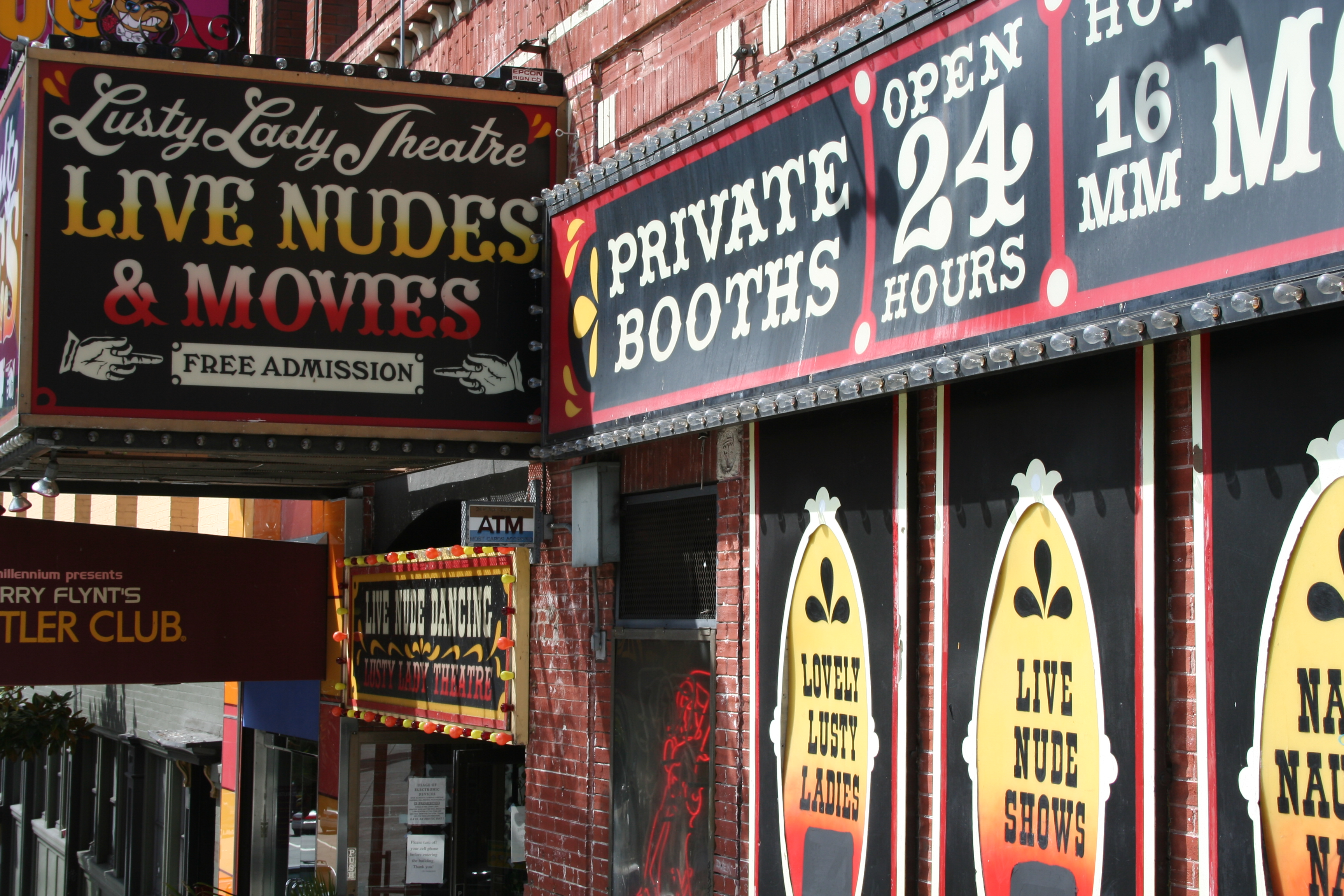
The Lusty Lady, een peepshow in San Francisco

Een peepshow is een theater, waarin de betalende bezoeker een persoon ziet die expliciete seksuele poses aanneemt. Vaak wordt dit gekoppeld met een seksshop (niet elke seksshop heeft echter een peepshow).
Voor de bezoekers zijn er cabines waar men, nadat er munten ingeworpen zijn, een bepaalde tijd naar de persoon gekeken kan worden die aan de andere kant van het glas aanwezig is.
De personen die achter het glas de kunsten vertonen, worden periodiek afgewisseld. Tegen een veel hoger tarief kan een klant een "privédate" met één "actrice" krijgen: een privécabine, waar de klant (nog steeds achter glas) naar de dame kan kijken en in beperkte mate "instructies" kan geven.
Het in Amsterdam aan de Oudezijds Achterburgwal 84 gevestigde Sex Palace is volgens Het Parool de laatste peepshow van Amsterdam, volgens De Telegraaf en Vice zelfs de laatste van Nederland.

## Btw-tarief in Nederland
Volgens een uitspraak van het gerechtshof in Amsterdam in februari 2007 kijken de bezoekers van een peepshow naar een toneelvoorstelling. Deze uitspraak werd in december 2008 door de Hoge Raad bekrachtigd. De Hoge Raad oordeelde hierbij dat "het culturele karakter c.q. het culturele niveau van een voorstelling geen voorwaarde is voor toepassing van het verlaagde tarief". Fiscaal gezien heeft dat als resultaat dat het 6% btw-tarief van toepassing is in plaats van het toenmalige 19% tarief. De gemeente Amsterdam wist hieraan toe te voegen dat de onderneming niet als culturele instelling behandeld zou worden. Op 1 juli 2011 werd het btw-tarief voor toneelvoorstellingen van 6% naar 19% verhoogd, en op 1 oktober 2012 naar 21%.